# Robert Trujillo
Roberto Agustín Hipólito Miguel Santiago Samuel Pérez de la Santa Concepción Trujillo de Niño de Jesús Veracruz, conegut com a Robert Trujillo (Santa Monica, Califòrnia, 23 d'octubre de 1964) és un músic i compositor estatunidenc, actualment baixista del grup musical de thrash metal Metallica.
Abans d'ingressar en l'esmentada banda, el 24 de febrer del 2003, havia tocat en les bandes Suicidal Tendencies, Black Label Society, Infectious Grooves i havia col·laborat amb els músics Ozzy Osbourne, Jerry Cantrell, entre d'altres. Va entrar a formar part de Metallica després de la sortida del grup de Jason Newsted. La seva elecció va estar motivada pel gran nivell que va mostrar en les proves a baixistes.

## Biografia
Fill de descendents mexicans, va néixer a Santa Monica (Estats Units) però va créixer a Culver City, on el seu pare treballava com a professor en el seu institut. D'origen mexicà, la seva mare és de León, estat de Guanajuato. En la seva adolescència escoltava música variada, des de Led Zeppelin fins a Motown amb una mica de funk entremig. Ja de gran va assistir a l'escola de jazz amb la intenció d'esdevenir músic d'estudi però mantenint la seva passió pel rock i el heavy metal.
Actualment està casat amb Chloé i tenen un fill Tye i una filla Lullah. El seu fill va debutar tocant amb la banda Korn en la gira sud-americana que va realitzar l'any 2017, junt al baixista de la banda Reginald Arvizu.
Trujillo apareix com a personatge seleccionable ens els videojocs Tony Hawk's Pro Skater HD i Guitar Hero: Metallica.

## Carrera

### Suicidal Tendencies
Trujillo va començar a guanyar popularitat en esdevenir baix de la banda Suicidal Tendencies l'any 1989. El seu guitarrista, Rocky George, fou qui li presenta a Mike Muir, líder i vocalista del grup, i el deixen entrar a la banda substituint a Bob Heathcote.
Amb ells gravarà un total de 6 discos, l'últim data de 1997, dels quals destaquen els afamats Lights...Camera...Revolution!, un èxit comercial arribant a ser disc d'or en els Estats Units, amb un senzill i vídeo de la cançó "You Can't Bring Me Down" que va triomfar en el programa de MTV "Headbanger's Ball"; i The Art of Rebellion, el seu major èxit comercial, de nou disc d'or, disc més metal i melòdic que els anteriors. Es pot observar com el grup s'allunya dels seus inicis punk i hardcore per a fer un metal d'alt nivell on es fa notar el so del baix de Trujillo, amb aquest so dens, personal i aquests tocs funk.
Trujillo parla el 2008 a "Hall of Metal" de ST: "En Suicidal Tendencies passava alguna cosa semblant a quan vaig estar en Black Label Society, ja que els membres de la banda eren molt sobreprotectors amb el seu so i, igual que a Zakk Wylde en Black Label Society, tampoc els agradava que fiquéssim mà els membres nous."
Als anys 1990 com a baixista de Suicidal va acompanyar moltes vegades de gira a Metallica com a teloners. La presència de Trujillo sobre un escenari és una experiència plena d'energia, amb una enganxada tronadora així com una imatge propera als fans.

### Infectious Grooves
Una cosa que sempre li ha agradat i que li ha influït en la seva forma de tocar ha estat el funk, així a principis dels 90, amb Muir va formar els experimentals Infectious Grooves, una barreja de funk metal i crossover, en el qual Trujillo podrà donar regna solta a la seva passió pel funk paral·lelament mentre formava part de Suicidal Tendencies.
La filosofia del grup és la diversió, fer música sense pretensions econòmiques, només per l'amor a la música. Amb ells editaria els 4 discos que el grup té fins ara. El 1992 el grup al complet farà un petit cameo en la pel·lícula Encino Man (1992), traduïda al català com L'home de Califòrnia.
En una entrevista recollida a l'estiu de 2008, Rob parla a "Hall of Metal" sobre els seus records a Infectious Grooves: "Quant als meus altres grups, en Infectious Grooves, que sí que ho sentia el meu grup, es componien les cançons a partir del baix, tot girava al voltant del meu baix."

### Ozzy Osbourne
A finals dels 90 entra a formar part del grup d'Ozzy Osbourne. Juntament amb el bateria Mike Bordin (Faith No More), Trujillo va formar una de les seccions rítmiques més solvents de l'escena del metal. D'aquesta forma la seva fama no fa sinó créixer més i més. A això contribueix la seva enèrgica presència damunt dels escenaris.
Amb ell publicaria Down to Earth (2001) i el directe Live At Budokan (2002), així com les reedicions de Blizzard of Ozz i Diary Of A Madman, ambdós en el 2002. La qual cosa generaria certa polèmica amb el baixista Bob Daisley que originalment va gravar les cançons per un problema de "royalties".
En declaracions per a "Hall of Metal" a l'estiu de 2008 Trujillo parla sobre la seva etapa amb Ozzy:
"Tocar amb un gran com Ozzy va ser una de les coses més còmodes del que havia experimentat fins a la data (hotels, comoditat, etc.) i a part de ser genial tocar amb algú tan important, també em va ajudar a fer que no em costés entrar en un altre gran grup com Metallica anys després, ja que amb aquesta experiència, entrar en un gran grup no suposava res excessivament nou."

### Black Label Society
De la seva unió amb Ozzy, torna a sorgir-li l'oportunitat d'un altre projecte, participar amb Zakk Wylde, guitarrista d'Ozzy en Black Label Society. Amb ell va enregistrar 1919 Eternal i el DVD en directe Boozed, Broozed, and Broken-Boned, ambdós el 2002.
En una entrevista concedida a "Hall of Metall" en l'estiu de 2008, Robert comenta sobre la seva etapa en BLS:
"A Black Label Society no ho considerava el meu grup, no era alguna cosa realment meu. BLS és Zakk Wylde i Zakk Wylde és BLS. Ell sap com vol sonar i no veu amb bons ulls els consells de la resta de components, de manera que podríem dir que jo simplement era el qual tocava el baix en les seves cançons i poc més."

### Jerry Cantrell
El juny de 2002 Cantrell edita el seu segon disc Degradation Trip amb la secció rítmica d'Ozzy Osbourne, Mike Bordin (Faith No More) a la bateria i el mateix Trujillo al baix.
Aquest mateix any al novembre reeditarà el disc, anunciant que és la reedició definitiva amb 11 temes addicionals.

### Altres projectes
Amb Benji Webbe (Skindred i Dub War) creà un projecte anomenat Mass Mental, que editaren un disc al Japó titulat "How to write Love Songs" en (1999), i posteriorment un directe Live In Tokyo (2001).
Glenn Tipton, guitarrista de Judas Priest, publica el seu primer disc en solitari el 1997, anomenat Baptizm of Fire. Per a la seva realització comptarà amb tres baixistes de luxe, John Entwistle (The Who), Billy Sheehan (Mr. Big) i el mateix Trujillo.
Junt als companys de Metallica, el seu personatge és un dels principals del videojoc musical Guitar Hero: Metallica, i particularment també en el videojoc Tony Hawk's Pro Skater.

### Metallica
El baixista Jason Newsted, va abandonar la banda Metallica l'any 2001. Després de mesos d'audicions a la recerca de substitut, com pot veure's en el documental Some Kind of Monster (2004), entre les quals cap destacar les de Mike Inez (Alice in Chains, Ozzy Osbourne), l'actual baixista de Marilyn Manson, Twiggy Ramirez, i el baixista de Kyuss, Scott Reeder, entre d'altres, va arribar el torn de Trujillo. Després de la seva audició el grup va quedar impressionat per la seva forma de tocar, per la seva facilitat per a tocar les cançons així com per a seguir-los en definitiva va ser el triat per a formar part del grup com a nou membre permanent.
El grup li oferia 1 milió de dòlars per unir-se'ls en referència al percentatge que el podria guanyar sent de la banda, així com en assegurar-se la dedicació absoluta i plena al grup. Cal dir que Trujillo no creia que fos el triat, i la notícia li va sorprendre alhora que li va encantar. Pertànyer a un grup de la popularitat de Metallica, és una proposició molt atractiva.
Es va incorporar al grup després de l'edició del St. Anger, on va ser el productor Bob Rock qui va gravar les pistes de baix, fins a l'actualitat. El grup realitza la gira Escape from the Studio (2006) per tot el món. També aquest mateix any la banda va aparèixer en un episodi dels Simpsons.
En el 2007 graven una versió d'Ennio Morricone The Ecstacy of Gold que apareix en el disc de tribut "We All Love Ennio Morricone".
En el 2008 van treure un nou disc amb la producció de Rick Rubin en lloc de Bob Rock, titulat Death Magnetic. El llançament es va produir el dia el 12 de setembre de 2008, i en ell és evident la gran rellevància que Trujillo ha adquirit dins de la banda, atès que el seu nom apareix en els crèdits dels 10 temes que consten el disc.
El líder de la banda, James Hetfield, en declaracions del 16 de juliol de 2008 per a la "VG TV", declara: "(...)l'arribada de Rob ha estat una alenada d'aire fresc per al grup(...) és un baixista excepcional, pot amb tot el que li tirem, i a més el fet de tocar amb els seus dits ens brinda un so més complet". També destaca la constant predisposició del baixista a participar en el procés de composició dels nous temes, admetent que "(...)no cal que ho digui, i sense desmerèixer en absolut a Jason, però Robert ha contribuït amb més material propi per a aquest, el seu únic disc fins al moment amb Metallica, que el seu antecessor Jason Newsted en 14 anys i 4 àlbums a l'esquena,(...) és com si li coneguéssim de tota la vida(...) i quan veig fotos de la banda per aquí i veig que ell està en la nostra banda solament puc pensar, noi, ara molem fins i tot més!"
Preguntat per "Hall of Metall" a l'estiu de 2008, Robert comenta sobre com va viure el procés de composició de Death Magnetic:
"A diferència de la majoria de llocs on he tocat abans, una de les millors coses de tocar amb Metallica és que són gent molt oberta, i sempre estan disposats a escoltar les idees que els vull proposar, ja sigui un interludi flamenc, una melodia russa o una secció de música índia. Un dia em van escoltar quan estava tocant el violí i de seguida van arribar James i Lars i em van dir, amic, això està bé!, hauríem d'introduir alguna cosa així en alguna melodia. Em fan sentir una part tant important del grup com ho són ells."
Malgrat això, sembla que té molt clara la seva posició dins del grup per a la creació d'aquest àlbum, ja que en la mateixa entrevista afegeix:
"No sé realment què pensa la resta del grup, però des del meu punt de vista, totalment personal, crec que el meu rol en aquest disc és el d'un baixista dur i contundent, i el meu treball amb el baix és fer de suport i embolcallar i fer de matalàs el so de les guitarres. Sempre has de trobar el teu lloc en el so d'un disc i així aconseguir que el conjunt estigui perfectament equilibrat i justament crec que això és una de les coses més importants en aquest Death Magnetic."
Encara que de totes maneres a Robert se li seguirà mirant amb lupa tot el que faci i comparant-lo contínuament tant amb Jason Newsted, com amb Cliff Burton.

## Equipament
- Ampeg SVT II amplifiers & Ampeg 8x10 speaker cabinets
- Mesa Boogie Rectifier amplifiers & Mesa Boogie 4x12 speaker cabinets
- Morley Power Wah pedals
- Fernandes bass guitars
- Zon bass guitars
- Music Man bass guitars
- Dean Markley Strings
- EMG pickups
- Dunlop FX & products

## Discografia

### Jerry Cantrell
- Degradation Trip (2002)
- Degradation Trip Volumes 1 & 2 (2002)

### Black Label Society
- 1919 Eternal (2002)

### Infectious Grooves
- The Plague That Makes Your Booty Move...It's the Infectious Grooves (1991)
- Sarsippius' Ark (1993)
- Groove Family Cyco (1994)
- Mas Borracho (1999)
- Year of the Cycos (2008)

### Suicidal Tendencies
- Lights...Camera...Revolution! (1990)
- The Art of Rebellion (1992)
- Still Cyco After All These Years (1993)
- Suicidal for Life (1994)
- Freedumb (1999)
- Year of the Cycos (2008)

### Glenn Tipton
- Baptizm of Fire (1997)

### Mass Mental?
- How To Write Love Songs (1999)

### Ozzy Osbourne
- Down to Earth (2001)

### Metallica
- St. Anger (2003)
- Death Magnetic (2008)
- Lulu (2011)
- Hardwired... to Self-Destruct (2016)